# Benedito José Tobias
Benedito José Tobias  (São Paulo, 1894 - 1963) foi um artista plástico, pintor e desenhista brasileiro. [carece de fontes?]

## Biografia
Nascido em 1894, de família de certas posses, foi um dos primeiros pintores negros a ter destaque no cenário das artes plásticas de São Paulo. Seu período de maior atividade deu-se entre de 1930 e 1940. [carece de fontes?]
Existem poucas fontes sobre sua trajetória, e sua obra tem voltado a chamar a atenção especialmente depois de sua inclusão na Exposição  Negros Pintores do Museu Afro-Brasil, em 2008.
Sobre ele,  disse José M. Silva Neves: “Numa vida inquieta e estabanada, desperdiça seu  talento e a fortuna em imóveis e terrenos que herdara dos pais, passando  então a viver exclusivamente de sua arte. Nessa quadra de sua  existência, sentiu toda a dolorosa beleza da vida. Sentindo as harmonias do pobre,  do barato, a beleza dos atos vulgares, conhecendo as pequenas e as grandes  misérias, olhava tudo com olhar compassivo, tendo pelas fraquezas dos  outros suma tolerância sem igual. Estava embriagado com o licor da vida. Mas  a pintura era sua preocupação dominante. Por ela sofreu humilhações e  duras desilusões.”
Foi membro da Comissão Organizadora do XXV Salão Paulista de Belas Artes, em 1958. 
Em novembro de 1960 recebeu a Medalha Cultura Comemorativa do Jubileu de Prata do Salão Paulista de Belas Artes. 

## Exposições Coletivas
1934 Salão Paulista de Belas Artes -  São Paulo 
1935 Salão Paulista de Belas Artes  -  São Paulo
1937 Salão Paulista de Belas Artes  -  São Paulo
1940 Salão Paulista de Belas Artes  -  São Paulo
1954 Salão Paulista de Belas Artes  -  São Paulo
1958 Salão Paulista de Belas Artes  -  São Paulo
1961 Salão Paulista de Belas Artes  -  São Paulo
1962 Salão Paulista de Belas Artes  -  São Paulo
1982  Exposição Marinhas e Ribeirinhas - Museu Lasar Segal   -  São Paulo
1998 Iconografia Paulistana em Coleções Particulares - Museu da Casa Brasileira  -  São Paulo 
1996 1a. Mostra de Arte - Centro Universitário FIEAO - Osasco 
1996 2a. Mostra de Arte - Centro Universitário FIEAO - Osasco 
2000 Brasil + 500 Mostra do Redescobrimento. Negro de Corpo e Alma -  Fundação Casa França-Brasil - Rio de Janeiro 
2001 Para Nunca Esquecer: Negras Memórias - Memórias de Negros - Museu Histórico Nacional
2008 Exposição Negros Pintores - Museu Afro-Brasil -  São Paulo 
2013 Retratos Sem Paredes - Museu Afro-Brasil -  São Paulo 

## Premiações
1935 Prêmio Prefeitura de São Paulo, no Salão Paulista de Belas Artes .
1935 Pequena Medalha de Prata - Pintura, no Salão Paulista de Belas Artes 
1954 Prêmio Prefeitura de São Paulo, no Salão Paulista de Belas Artes 
1958 Prêmio Prefeitura de São Paulo, no Salão Paulista de Belas Artes, com a obra "Favela - Morro do Salgueiro - Rio" 
1961 Prêmio Valentim Amaral no Salão Paulista de Belas Artes 
1962 Prêmio Ilde Brande Dinis, no Salão Paulista de Belas Artes 

## Estilo e técnicas
Suas obras mais conhecidas são retratos, quase todos de pessoas negras. Os mais conhecidos são retratos de pequenas proporções de homens e mulheres negros maduros ou idosos e pobres. Mostra o dia-a-dia dos negros de seu tempo.  Uma de suas mais comoventes obras é Porta da Policlínica, em que retrata uma mãe negra sentada nos degraus enquanto segura seu filho doente (acervo do Museu Afro-Brasil).
Pintou também paisagens e naturezas-mortas.
As técnicas mais utilizadas eram óleo sobre madeira e guache sobre papel, mas também produziu em óleo sobre tela. 
Para Emanoel Araujo, seus retratos apresentam "uma certa tensão expressionista". No catálogo da exposição Negros pintores (Museu Afro Brasil, 2008), consta que sua obra "se aproximava daquilo que o retratado tinha de mais humano, captando com delicadeza suas expressões, seus traços físicos, suas marcas pessoais, seu corpo e sua alma". 

## Obras

### Obras no acervo daPinacoteca do Estado de São Paulo:[24]
- Piques, óleo sobre tela, 75 x 66 cm
- Retrato de Henrique Manzo, óleo sobre madeira, 48 x 55 cm
- Gigantes e Pigmeus, óleo sobre tela, 67.5 X 94.5 cm
- Torquato Bassi à Beira do Rio Pinheiros, óleo sobre tela, 26 X 32 cm
- Paisagem com Carneiros, Óleo sobre madeira, 32.3 X 29.8 cm
- Homem Negro Idoso com Cachimbo, óleo sobre madeira, 22,5 X 33,5
- 4 paisagens sem título, aquarelas sobre papel
- Cabeça de Velho (sem título), óleo sobre tela, 19 X 27 cm
- 3 retratos sem título
- 2 desenhos com cenas de negros trabalhando

### Obras no acervo doMuseu Afro-Brasil
- Porta da Policlínica, óleo sobre tela, 1937.

### Outras obras (coleções particulares)
- Paisagem Campestre, óleo sobre tela, 50 x 65 cm
- Retrato de Mulher, aquarela sobre cartão, 36,9 x 24,5 cm, década de 1930.
- Beira-mar, aquarela, 26,5 x 26,5 cm
- Flores Amarelas, óleo sobre tela, 49 x 63 cm
- Paisagem Marinha, óleo sobre tela, 30 x 44 cm
- Chácara Cerquinho, óleo sobre tela, 23 x 33 cm
- Casas à Beira-Rio, 1961, óleo sobre tela, 59 cm x 72 cm
- Lugarejo de Souzas, Campinas, óleo sobre tela,
- Várias paisagens rurais
- Vários retratos de homens e mulheres negras
- Várias naturezas mortas